# هيبوغريف
الهيبوغريف (بالإنجليزية: Hippogriff)‏ أصلها (باليونانية: Ιππόγρυπας)‏ هو مخلوق أسطوري نصفه الأمامي عقاب ونصفه الخلفي حصان.

## في سلسلة هاري بوتر

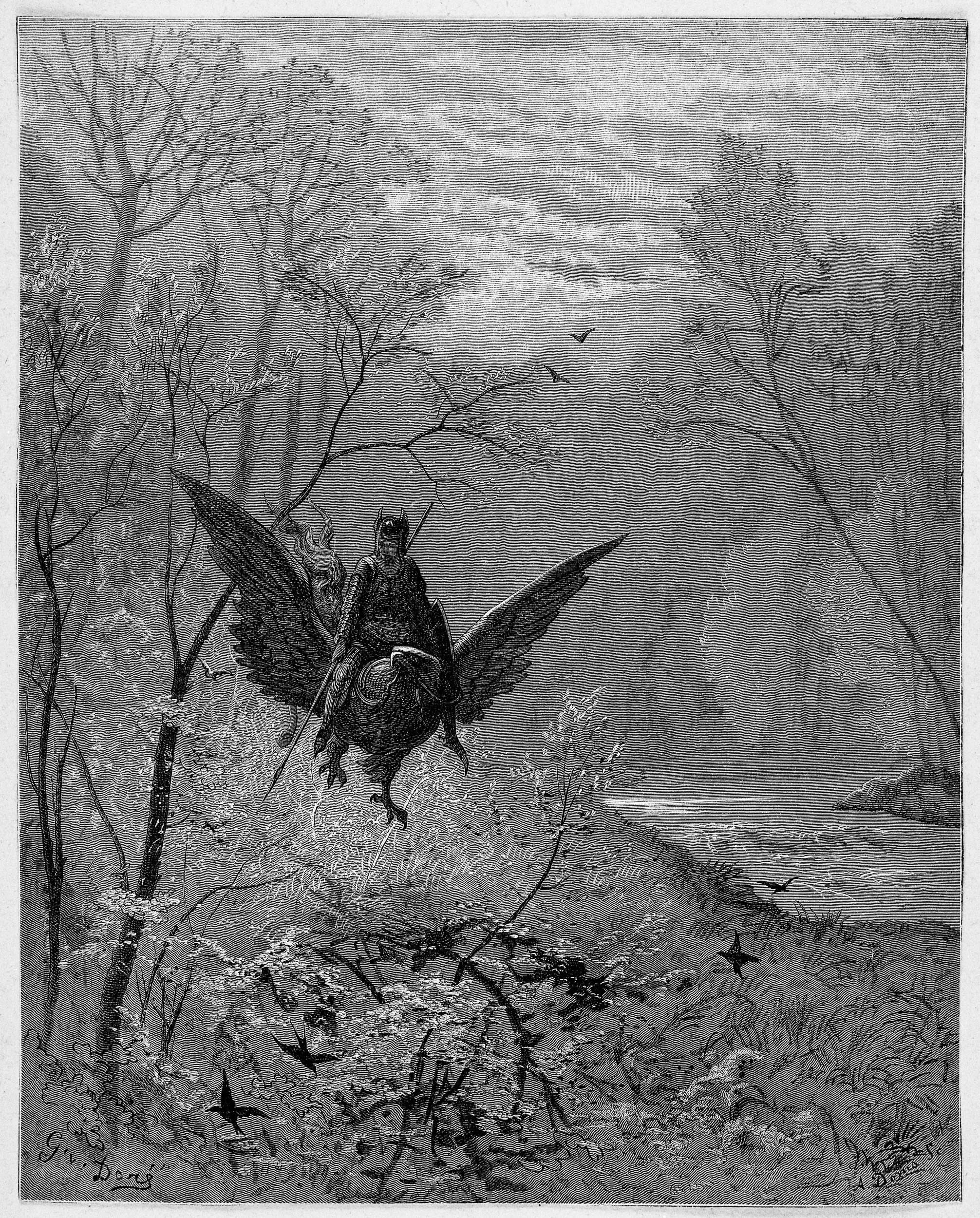
رسم توضيحي لأورلاندو فيريوسو

ظهر الهيبوغريف في سلسلة هاري بوتر للمؤلفة البريطانية ج. ك. رولنغ، كان أحد العناصر المهمة في الكتاب الثالث من السلسلة هاري بوتر وسجين أزكابان. الهيبوغريف فصيلة خاصة من الحيوانات السحرية الطائرة، نصفها حصان ونصفه الآخر نسر، لها جناحان قويان يمتدان مسافة قد تزيد عن اثني عشر قدماً، ويغطي الشعر والريش أجسادها.
يمتاز الهيبوغريف بالشموخ، ويسهل إثارة غضبه. في حالة إحساسه بالإهانة فإنه يهاجم فوراً بمخالبه وقرونه القوية، وقد تكون هجماته مميتة. ينبغي على من يلمس الهيبوغريف أن ينحني له أولاً، وينظر مباشرة في عينيه، فإن انحنى الحيوان بالمقابل، عندها يمكن التربيت عليه، وركوبه حتى.
قدم روبياس هاغريد حيوانات الهيبوغريف لتلاميذ هوغوورتس في السنة الثالثة خلال درس العناية بالمخلوقات السحرية، وخلال هذا الدرس قام دراكو مالفوي بإثارة غضب هيبوغريف يسمى بك بيك فرفسه وكسر ذراعه، ما جعل والده لوشيوس مالفوي يطالب بإعدامه. لبت وزارة السحر مطلبه وأقرت إعدام بك بيك مباشرة، وكان الجلاد أحد أكلة الموت الهاربين بعد سقوط لورد فولدمورت
أنقذ هاري بوتر بك بيك مع صديقته هرمايني غرينجر من حكم الإعدام، ومن ثم استخدماه لانقاذ سيرياس بلاك من حكم امتصاص الروح بواسطة الدمنتورات، وهرب الاثنان بعدها من هوغوورتس إلى مقر سكن آل بلاك في اثني عشر، غريموولد بليس.